# Skiniás (Lassíthi)
Pour les articles homonymes, voir Pláka (homonymie).
Skiniás, en grec moderne : Σκινιάς, est un village du dème d'Ágios Nikólaos, dans le district régional de Lassíthi de la Crète, en Grèce. Selon le recensement de 2011, la population de Skiniás compte 48 habitants. 
Il est situé à 31,5 km d'Ágios Nikólaos et 29,5 km de Neápoli.

## Recensements de la population
| Recensements | 1900 | 1920 | 1940 | 1951 | 1961 | 1971 | 1981 | 2001 | 2011 |
| ------------ | ---- | ---- | ---- | ---- | ---- | ---- | ---- | ---- | ---- |
| Population   | 354  | 181  | 246  | 222  | 203  | 169  | 148  | 108  | 48   |

## Source de la traduction
- (el) Cet article est partiellement ou en totalité issu de l’article de Wikipédia en grec moderne intitulé « Σκινιάς Λασιθίου » (voir la liste des auteurs).